# کایزو، گیفو
کایزو در استان گیفو در کشور ژاپن واقع شده‌است که دارای جمعیت ۳۸٬۵۳۲ نفر و مساحت ۱۱۲٫۳۱ کیلومتر مربع با تراکم جمعیت ۳۴۳ نفر در کیلومترمربع است و در تاریخ ۲۸ مارس ۲۰۰۵ به عنوان شهر شناخته شد.